# Kasper Rune Larsen
Kasper Rune Larsen (født 1986 i Vejle) er en dansk filminstruktør. Han er uddannet på den AarhusIanske filmskole Super 8's instruktørlinje, hvor han også var fungerende formand under uddannelsen. Hans afslutningsfilm Danmark fik premiere fik dansk premiere på CPH:PIX i 2017 og international premiere på Berlinalen 2018. 

## Filmografi
- Danmark (2017)
- The Man Who Didn't (2013)
- Epoke (2012)
- I forreste kamplinje (2012)